# Anarchosyndicalisme

Anarchosyndicalistische vlag

Het anarchosyndicalisme is de variant van het anarchisme die de vakbond als organisatievorm gebruikt. Het is een fusie van de economische tactiek van het revolutionaire syndicalisme met de principes van het anarchisme. Dit betekent dat een anarchosyndicalistische vakbond georganiseerd is volgens de anarchistische principes van decentralisme en federalisme, waardoor de vakbond een leerschool en actieorgaan vormt voor het bereiken van een anarchistische samenleving.
Volgens Emile Pouget was de kracht van het anarchosyndicalisme dat het “zonder het heden aan de toekomst op te offeren” ook niet “de toekomst opoffert aan het heden”. Het verbindt de dagelijkse strijd voor betere werkomstandigheden met de voorbereiding van het toekomstige zelfbestuur. Zo legt het anarchosyndicalisme het fundament van de nieuwe maatschappij in het lichaam van het bestaande economische systeem.
In het anarchosyndicalisme bestaan er drie visies over de toekomstige anarchistische maatschappijvorm. In eerste instantie was het collectief-anarchisme van Michail Bakoenin bij velen het hoofddoel van het anarchosyndicalisme, maar daarna werd het anarchocommunisme van Peter Kropotkin populairder. Vele aanhangers van het anarchocommunisme vonden echter dat er in het bestaande kapitalisme en statische maatschappij nog niet de goede mentaliteit en de goede economische mogelijkheden bestonden voor het anarchocommunisme. Deze derde visie dacht dat eerst het collectief-anarchisme zou ontstaan en deze langzaam en vrijwillig zou overgaan naar het anarchocommunisme.

## Organisatievorm
De anarchosyndicalistische vakbond is georganiseerd van beneden naar boven. De organisatievorm van de anarchosyndicalistische vakbond moet overeenkomen met de principes van de toekomstige anarchistische maatschappij, namelijk een decentrale federalistische organisatie die bestaat uit onafhankelijke democratische afdelingen. Alle afdelingen zijn autonoom en iedere werknemer kan lid worden van de vakbond, tenminste zolang diegene de democratische decentrale organisatieprincipes erkent en toestemming krijgt van de leden van de afdeling. Dus je hoeft geen anarchist te zijn om lid te worden van een anarchosyndicalistische vakbond.
De anarchosyndicalistische organisatie voert 'directe actie', wat betekent dat er geen tussenpersonen gebruikt worden. Directe Actie betekent dat de problemen worden opgelost door diegenen die daar last van hebben, met de solidariteit en steun van de gehele anarchistische vakbond. Bij onderhandelingen moeten de arbeiders zelf bepalen of ze genoegen nemen met het behaalde resultaat. Bij normale vakbonden beslist de vakbondstop of het wordt aanvaard. De anarchosyndicalisten voeren niet alleen strijd via de vakbond of op de werkvloer, maar doen ook mee met gewone demonstraties.
Bij conflicten op de werkvloer zal de plaatselijke anarchosyndicalistische afdeling diens visie, oplossingen en acties uitleggen aan de niet-leden om gezamenlijk op te komen voor hun eigen belangen. Anarchosyndicalisten voeren niet alleen interne acties – zoals stakingen en stiptheidsacties – maar ook acties buiten de werkvloer, waarbij ze de klanten informeren over het arbeidsconflict, wat neerkomt op negatieve publiciteit.
Voor het algemene congres van de gehele vakbond wordt door iedere afdeling iemand gekozen als afgevaardigde. Alle afgevaardigden, functionarissen en woordvoerders hebben een tijdelijk en gebonden mandaat en kunnen te allen tijde afgezet worden door de leden van de afdeling.

## Geschiedenis van het Franse anarchosyndicalisme
Het anarchosyndicalisme ontstond in de laatste decennia van de negentiende eeuw. Fernand Pelloutier schreef in 1895 het artikel “Het anarchisme en de vakbonden” in het Franse anarchistische weekblad Les Temps Nouveaux, waarin hij het idee uitte om de vakbeweging te zien als een “school voor het praktisch anarchisme”. Daarnaast verafschuwde Pelloutier de centralistische organisatie van de sociaaldemocratische vakbonden en wilde een vakbond die onafhankelijk, democratisch en decentraal georganiseerd was.
In 1895 werd de Confédération Générale du Travail (CGT) opgericht door zowel anarchosyndicalisten (Fernand Pelloutier en Emile Pouget) als niet-anarchistische aanhangers van het revolutionaire syndicalisme. De CGT werd op anarchosyndicalistische principes georganiseerd. In 1904 had de CGT 150.000 leden en dat groeide in 1912 uit tot 600.000 leden en in 1919 waren dat er zelfs 1,2 miljoen leden.
In 1912 werd op het CGT-congres door overgrote meerderheid besloten om afstand te houden van politieke partijen, maar langzamerhand raakte de CGT onder invloed van de Franse Communistische Partij (PCF) die door de Russische Revolutie veel aanhang kreeg in Frankrijk. Daarnaast werden ook veel reformisten in de CGT-federatieraad gekozen, die het bestaande etatische kapitalisme niet verwerpen, maar slechts wilde hervormen.
In de lente van 1920 ontstonden stakingen bij de spoorwegen. Naast de strijd voor betere werkomstandigheden werd er ook geëist dat de spoorwegen werden genationaliseerd. Dit wordt gezien als het moment dat de CGT de principes van het anarchosyndicalisme verlaten had.

## Geschiedenis van het Spaanse anarchosyndicalisme
Niet alleen in Frankrijk was een anarchosyndicalistische organisatie ontstaan, maar ook in andere landen, zoals de Confederación Nacional del Trabajo (CNT) in Spanje. De CNT werd in 1910 opgericht als een vakbond die los van alle partijen stond. Ze had in de jaren dertig van de twintigste eeuw meer dan één miljoen leden en had een groot invloed op de Spaanse arbeidersbeweging. Ze organiseerde meerdere algemene stakingen en zelfs opstanden, zoals de januariopstand van 1933. De CNT en de FAI speelden tijdens de Spaanse Burgeroorlog van 1936 tot 1939 een belangrijke rol in de strijd tegen de troepen van Francisco Franco. Tijdens de burgeroorlog voerden de anarchisten de Spaanse Revolutie uit, waarbij grote delen van de economie onder arbeiderszelfbestuur werden gebracht.
Op 17 juli 1936 pleegde generaal Mola en generaal Franco de Spaanse staatsgreep van juli 1936. Toen dit nieuws bekend werd, organiseerde de CNT een algemene staking. Hierbij werd in Barcelona op verschillende plekken barricades opgezet en vielen de CNT-arbeiders de verschillende kazernes van het leger in de stad aan, waardoor ze aan wapens kwamen. De soldaten van Franco werd al snel uitgeschakeld in Barcelona. Direct na de gevechten begonnen arbeiders spontaan de schade te repareren. Grote delen van de productie en diensten in Catalonië werden onder zelfbestuur gebracht, zoals die van textiel, glas, landbouw, zuivel, water, metaal, houtbewerking, gezondheidszorg, tram, onderwijs, kappers, hotels, cafés en bioscopen. De arbeiders kozen vanuit hun midden een bedrijfsraad, die aansloten bij een federatie van de des betreffende sector. De federaties van alle sectoren die onder arbeiderszelfbestuur stonden, verenigden zich in de Economische Raad, waarin de onderlinge handel werd geregeld. Dit gebeurde volgens de principes van het collectief-anarchisme.
De landbouwgrond van de grootgrondbezitters werd door de grondloze landarbeiders overgenomen. Heel veel boeren organiseerden zich in landbouwassociaties, waarbij de grond het collectieve eigendom van alle leden was. In Aragon was 75 procent van de gemeentes overgegaan tot het sociaal-anarchisme met één half miljoen leden in 450 landbouwassociaties. In de streek Levante (rond Valencia en Murcia) waren er 900 associaties, die de helft van de provinciale landbouwproductie omvatte. In Castille waren er 300 collectieven met 100.000 leden. In Catalonië waren er maar 7.000 boeren lid van landbouwassociaties. Onderwijs, pensioenen, gezondheidszorg en wegenbouw behoorden tot de taken van de dorpsgemeenschappen. De meeste landbouwassociaties volgden de principes van het collectief-anarchisme, terwijl een aantal dorpsgemeenschappen in Aragon overstapten op het anarchocommunisme.
De Spaanse Burgeroorlog werd echter gewonnen door Franco, waardoor de CNT illegaal verklaard werd.

## Vlag
De vlag van de anarchosyndicalisten is schuin zwart-rood. De rood-zwarte vlag is een belangrijk symbool van de internationale libertaire arbeidersbewegingen. De kleuren symboliseren de basisprincipes en doelen: rood staat voor materiële en sociale gelijkheid en het zwart uit de anarchistenvlag staat voor vrijheid en solidariteit. In andere duidingen staat rood voor het syndicalisme en zwart voor de anarchie.

## Nederland
In oktober 2010 werd in Nederland de Anarcho Syndicalistische Bond (ASB) opgericht met verschillende lokale afdelingen in Amsterdam, Utrecht, Twente en Brabant.
Daarnaast bestaat sinds 1990 in Nederland en België de Vrije Bond, die deels door het anarchosyndicalisme is geïnspireerd.

## Bekende anarchosyndicalisten
- Francisco Ascaso
- Noam Chomsky
- Buenaventura Durruti
- Albert de Jong
- Fernand Pelloutier
- Emile Pouget
- Rudolf Rocker